# Tantum ergo (Bruckner, 1846, WAB 42)
Tantum ergo,  WAB 42, ist eine Vertonung der Hymne Tantum ergo komponiert von Anton Bruckner im Jahr 1846.

## Geschichte
Bruckner komponierte diese Motette am 9. Juni 1846 während seines Aufenthalts im Stift St. Florian. Der autographe Stimmenauszug befindet sich ohne Orgelpartitur im Archiv des Stifts.
1888 überarbeitete Bruckner diese Vertonung, zusammen mit der Überarbeitung der vorhergehenden vier Tantum ergo. Die revidierte Fassung der fünf Tantum ergo wurde erstmals 1893 von Johann Groß, Innsbruck veröffentlicht.
Die Fassungen von 1846 und 1888 sind in Band XXI/13 und 38 der Gesamtausgabe aufgeführt.

## Musik
Das Werk ist in D-Dur für gemischten Chor und Orgel besetzt. Die erste Einstellung ist 36-Takte lang. Die Takte 21–32 sind optional. In der 31-taktigen überarbeiteten Version werden diese optionalen Balken entfernt und ein 3-taktiges Amen hinzugefügt.
Dieses fünfte Tantum ergo zeichnet sich durch seine ausgeprägte Feierlichkeit aus. Nach einem Höhepunkt auf novo cedat rituit geht es weiter, diminuendo zu einer intimen, quasi-Mozartschen Coda.

## Diskografie
Die erste Aufnahme erfolgte ca. 1931:
- Ludwig Berberich, Münchner Domchor – 78 rpm: Christschall 118A – 1888 version, a cappella

### Fassung 1846
Von dieser ersten Fassung gibt es nur zwei Aufnahmen:
- Thomas Kerbl, Chorvereinigung Bruckner 09: Anton Bruckner Chöre/Klaviermusik – CD: LIVA 034 – nur erste Strophe
- Christian Erny, The Zurich Chamber Singers: Bruckner Spectrum – CD: Berlin Classics LC06203, 2022 – mit einigen Abweichungen von der Partitur

Anmerkung: Eine Live-Aufführung – ohne Orgelbegleitung – von Philipp von Steinäcker ist im Bruckner-Archiv verfügbar.

### Fassung 1888
Eine Auswahl aus den rund 20 Aufnahmen:
- Martin Flämig, Dresdner Kreuzchor, Ave Maria – Anton Bruckner: Geistliche Chöre – Motets – CD: Capriccio 10 081, 1985
- Magnar Mangersnes, Domchor Bergen, „Bruckner: Motetten“ – CD: Simax PSC 9037, 1996
- Hans-Christoph Rademann, NDR Chor Hamburg, Anton Bruckner: Ave Maria – CD: Carus 83.151, 2000
- Petr Fiala, Tschechischer Philharmonischer Chor Brno, Anton Bruckner: Motetten – CD: MDG 322 1422-2, 2006
- Michael Stenov, Cantores Carmeli, Benefizkonzert Karmelitenkirche Linz – CD/DVD herausgegeben vom Chor, 2006, und auf YouTube.[6]
- Erwin Ortner, Arnold Schönberg Chor, Anton Bruckner: Tantum ergo – CD: ASC Edition 3, herausgegeben vom Chor, 2008